# Konrad-Adenauer-Gymnasium (Bad Godesberg)
Das Konrad-Adenauer-Gymnasium in Bonn-Bad Godesberg ist ein städtisches Gymnasium mit etwa 840 Schülern im Ortsteil Pennenfeld. Die Schule hat ein eigenes Schwimmbad, das der schuleigene Kanuklub nutzt.

## Geschichte
Das Gymnasium wurde 1964 gegründet und 1967 auf Beschluss des damaligen Godesberger Stadtrates nach Konrad Adenauer, dem ersten Bundeskanzler der Bundesrepublik Deutschland, benannt. Ein eigenes Schulgebäude entstand von 1968 bis 1970 auf Grundlage eines Architektenwettbewerbs nach Plänen des Kölner Architekten Peter Busmann. Heute ist das Konrad-Adenauer-Gymnasium dreizügig wahlweise mit Ganztagsunterricht in Sekundarstufe I (5–10) oder Unterricht in Klassen herkömmlicher Halbtagsform in Sekundarstufe I und II. Dem Kollegium gehören 62 Lehrer sowie einige Referendare an.
Im Juni 2023 wird bekannt, dass ein neuer Erweiterungsbau geplant ist, „der die notwendigen Klassen aufgrund der Rückkehr zu G9 enthält und zusätzlich ein altes Pavillongebäude ersetzt. Der zweigeschossige Erweiterungsneubau soll neben dem Pavillon und Gebäudeteil C des Hauptgebäudes errichtet werden. Hierin verteilen sich 13 Unterrichtsräume und notwendige Nebenräume auf den beiden Etagen. Angrenzend an den Neubau werden die Außenanlagen zu einem zweiten, eigenständigen Schulhof mit Spiel- und Bewegungsangebot sowie umfassenden Grünflächen gestaltet.“ Die Entwurfsplanung soll nach der Sommerpause 2023 vorliegen, die Stadtverwaltung geht von Kosten in Höhe von 8,2 Millionen Euro aus.

## Partnerschaften
- Collège Pierre de Montereau in Montereau-Fault-Yonne, Frankreich
- Zofia Nalkowska Gymnasium (VII Liceum Ogólnokształcące im. Zofii Nałkowskiej w Krakowie) in Krakau, Polen

## Bekannte Schüler
- André Schulz (* 1959), Journalist
- Stefan Drößler (* 1961), Filmhistoriker und Experte für Stummfilme
- Mark Alban Lotz (* 1963), Jazzflötist
- Matthias Bundschuh (* 1966), Schauspieler, Drehbuchautor und Theaterautor
- Julia von Heinz (* 1976), Filmregisseurin und Drehbuchautorin
- Markus Gabriel (* 1980), Philosophieprofessor
- Laura Weider (* 1982), Schauspielerin.